# Lord Voldemort
Lord Voldemort (nascut com Tod Morvosc Rodlel en català o Tom Marvolo Riddle en anglès) és un personatge de ficció i l'antagonista principal de la sèrie de llibres de Harry Potter escrita per l'autora britànica J.K. Rowling. En Voldemort va aparèixer per primera vegada a Harry Potter i la pedra filosofal, que va sortir el 1997. És l'últim descendent d'en Sírpentin Slytherin, un dels fundadors del Col·legi Hogwarts de Màgia i Bruixeria. En Voldemort apareix en tots els llibres, ja sigui en persona o en records, excepte en el tercer, Harry Potter i el pres d'Azkaban. També ha aparegut en totes les pel·lícules de la saga, excepte en la segona i en la tercera.
En les sèries, en Voldemort és l'enemic principal d'en Harry Potter encara que finalment mor a mans d'aquest, que d'acord amb una profecia té el poder de vèncer-lo. La comunitat màgica el tem tant, que prefereix referir-se a ell com l'Innominable. Fins i tot els seus seguidors es refereixen a ell com "Senyor de les Forces del Mal" o l'"Innominable". La majoria dels mags es refereixen a ell com Qui tu saps o Aquell qui no hem d'anomenar.
Diversos actors han protagonitzat a Lord Voldemort en les pel·lícules, però la més famosa és la que en va fer Ralph Fiennes, que el va protagonitzar en les cinc últimes pel·lícules de la saga.

## Biografia

### Abans de néixer
Morvosc Gaunt, descendent d'en Sírpentin Slytherin, tenia dos fills, Morfí i Mèrope Gaunt. La Mèrope Gaunt estava bojament enamorada del fill d'un escuder, Tod Rodlel. Un dia, el seu germà Morfí la va descobrir observant a en Tod Rodlel (ells, en ser descendents de Slytherin odiaven els muggles) i aquest, enfadat, va fer un conjur contra en Tod Rodlel pare. Quan un membre de la Conselleria va tractar d'endur-se'l i ell no va acceptar, el van tancar a Azkaban juntament amb el seu pare Morvosc (que havia "presentat batalla" als que van tractar d'endur-se a en Morfí).
Així, la Mèrope se'n va anar de casa juntament amb en Tod Rodlel, a qui tenia subjugat per mitjà d'una poció d'amor. Es van casar i posteriorment la Mèrope va quedar embarassada. En aquest moment va deixar de donar-li la poció al seu espòs creient que no la deixaria per a criar al bebè. Però es va equivocar i Rodlel, tornant a la normalitat, la va abandonar, quedant-se ella sola. La Mèrope Gaunt va morir la nit del 31 de desembre de 1926 donant a llum a un bebè en un orfenat, un bebè que les treballadores de l'orfenat van anomenar Tod, com el gran amor de la Mèrope, i Morvosc com el pare d'aquesta, a petició de la noia. Tod Morvosc Rodlel més tard es convertiria en Lord Voldemort.

### Estat físic
En la seva adolescència es descriu a Tod Rodlel com un jove de cabell negre, pell blanca i ulls de color negre; alt i ben plantat.
Després d'haver sortit de Hogwarts, la seva aparença va començar a canviar lentament fins a acabar convertit en el que és en el present.
En Voldemort és descrit com un ser alt, calb, pàl·lid com un mort, amb ulls vermells amb pupil·les verticals, en lloc d'un nas té dos orificis nasals com reixetes semblants als d'una serp, els dits de la mà els té anormalment llargs, amb una boca sense llavis i una veu freda i aguda, sibilant (es creu que té aquesta aparença perquè, a l'haver dividit tant la seva ànima, ha deixat la seva humanitat endarrere). Sovint està acompanyat per la seva companya Nagini, una enorme serp verinosa de tres metres de llarg i tan gruixuda com la cuixa d'un home, la que és també l'únic ser, al que demostra afecte, ja que en Voldemort no té amics i, segons en Dumbledore, mai ha volgut tenir-los.

### Metes
En Voldemort, l'hereu de Slytherin, des de sempre aspirava a la immortalitat, la dominació del món màgic i la puresa de sang, ja que ell creia que només els mags i bruixes de sang pura haurien d'existir al món màgic i deixar fora d'ell als muggles i als "sang de fang" (terme que s'usa per designar una persona que descendeix de pares muggles i té poders màgics). Aquest és el seu ideal, tot i portar sang muggle a les seves venes, però va trobar un obstacle pels seus objectius i aquest va ser Harry Potter que, sent tot just un bebè, va aconseguir fer d'en Voldemort un ser molt feble, arrabassant-li els seus poders i esvaint el seu cos, reduint la seva existència a alguna cosa sense vida que no es podia valer de si mateixa, havia de ser ajudat per una altra persona o animal. Per a adoptar forma física s'havia de posar dintre del cos d'animals o de persones (com el professor Quirrell). Ningú sap com va aconseguir tal fita un bebè de tan sols un any d'edat. Però quan es va saber la notícia, tot el món màgic es va alegrar dels fets succeïts. Tal va ser el terror que va engendrar entre els habitants del món màgic que aquests eviten pronunciar el seu nom (en Dumbledore sempre va intentar que l'anomenessin pel seu nom).

### Primera guerra

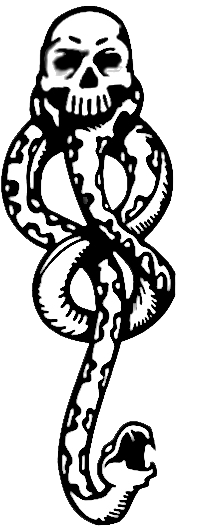
La marca de les forces del mal és el signe que portaven tots els cavallers de la mort a l'avantbraç i el signe que llençaven al cel, amb un encanteri, per avisar tots els altres que havien assassinat algú.

Durant onze anys (des de 1970 fins a 1981) en Voldemort va dominar el món dels mags, portant-lo a la foscor i el terror i valent-se d'un grup de mags subordinats (cavallers de la mort) i de criatures abominables com els demèntors, homes llop, i gegants. En els seus temps de glòria el seu senyal era la Marca de les Forces del Mal.
No obstant això, en Voldemort es va assabentar a través d'una profecia que un nen representaria un obstacle per al seu ràpid ascens al poder; el nen que tria com a representant d'aquesta profecia resulta ser en Harry Potter, encara que també hauria pogut triar en Neville Longbottom, ja que ambdós complien amb el predit (nascuts al concloure el setè mes, fills de pares que van enfrontar-se amb Voldemort tres vegades). Si la seva decisió hagués estat contrària, en Neville sofriria tot el que va sofrir en Harry, que llavors, el 1981, tenia un any.

### Derrota
Decidit a eliminar l'amenaça, en Voldemort acudeix a la casa dels Potter el 31 d'octubre i mata als pares d'en Harry, començant pel seu pare, després va pel nen, però la mare s'interposa i demana a en Voldemort que la mati a ella en lloc del nen; aquest li diu a la Lily que s'aparti però ella s'hi nega i en Voldemort la mata. El que desconeixia en Voldemort és que matant la mare d'en Harry va protegir-lo amb una màgia ancestral. Per aquesta raó quan en Voldemort llança el malefici de la mort, aquest li rebota i queda així convertit en res, un ésser que no té cos físic i que no pot valer-se per si mateix.
En Voldemort va passar deu anys (des del 1981 fins al 1991) amagat en diferents boscos, principalment al bosc d'Albània. Durant aquest temps va usar cossos de diferents animals. Allà coneixerà al professor Quirinus Quirrell, que ensenyava Defensa contra les Forces del Mal a Hogwarts (en l'any que en Harry estudia primer, ell canvia a Defensa contra les Forces del Mal). L'aconsegueix atreure al seu bàndol i en Quirrell se l'emporta a Hogwarts, on en Harry Potter comença a estudiar. En Voldemort en aquest moment viu com un paràsit en el cos del professor Quirrell, específicament en el seu clatell. Aconsegueix mantenir aquesta unió bevent sang d'unicorn, que garanteix la immortalitat a un alt cost mentre espera recuperar el seu cos, i durant el primer any d'en Harry Potter a Hogwarts intenta robar la pedra filosofal (sota la custòdia de l'Albus Dumbledore i un munt d'encanteris) amb la intenció de guanyar un cos una altra vegada. En Harry aconsegueix detenir-lo en el seu intent, amb l'ajuda dels seus amics Ron Weasley i Hermione Granger.

## Segona guerra
Després d'un temps ell havia perdut totes les esperances de recuperar el seu cos físic, alguna cosa va ocórrer, un servidor seu, Ben Babbaw (més conegut com a Cuapelada) va aparèixer a la recerca del seu amo. És llavors quan en Voldemort recupera forces i s'ingenia un pla per a recuperar el seu cos. Utilitzant un conjur anomenat Os (n'usa un del seu pare), Carn (d'un servidor, que resulta ser en Cuapelada) i Sang (d'un enemic). Utilitza la sang d'en Harry, pensant que d'aquesta forma al recuperar el seu cos tindria també la protecció de la mare d'en Harry), i servint-se d'en Harry Potter en finalitzar el torneig dels tres mags. En Harry, per mitjà d'en Barty Mauch fill (que és un cavaller de la mort), qui per mitjà de la poció de la mutació havia pres la imatge de l'Ull-foll Murri, és enganyat per a caure en mans d'en Voldemort. En Harry i en Voldemort s'enfronten en un duel que acaba gràcies a un efecte de les seves varetes màgiques anomenat Priora Incantamenta, que provoca que les dues varetes, que són varetes germanes es connectin, fent que la vareta d'en Voldemort comenci a escopir els encanteris que havia realitzat i que la vareta d'en Harry absorbís part del seu poder.
Durant el cinquè llibre, la Conselleria d'Afers Màgics nega rotundament el retorn d'en Voldemot i els únics que saben del seu retorn són en Harry, en Dumbledore, els amics d'en Harry i Orde del Fènix. Després d'un intent fracassat d'apoderar-se del registre de la profecia d'en Harry que es guardava al Departament de Misteris, té un enfrontament amb l'Albus Dumbledore del qual finalment fuig. Descobreix la connexió que existeix entre la seva ment i la d'en Harry, però decideix no seguir usant-la en el seu profit quan descobreix que les seves intrusions a la ment d'en Harry li causen un terrible dolor a causa de la proximitat a l'ànima d'en Harry.
En el sisè llibre de la saga, es descobreix que en Lord Voldemort va sobreviure a la trobada amb en Harry Potter, quan li rebotà la seva pròpia maledicció, gràcies al fet que havia dividit la seva ànima en set fragments emmagatzemats en uns objectes coneguts com a horricreus, que han de ser destruïts perquè pugui morir totalment.
En l'últim Llibre, la guerra continua, Voldemort assassina a l'Alastor Murri i els altres cavallers de la mort també maten a: en Fred, en Dobby, en Llopin, la Tonks, en Pau Parra... i després, mitjançant l'assassinat de l'Scrimgeour (Conseller d'Afers Màgics) posa a un nou Conseller titella, en Ticknesse, a qui controla mitjançant la maledicció Impero.
En Voldemort, en els últims capítols, busca la vareta més poderosa que existeix, la Vareta d'Àlber, per a així poder destruir a en Harry Potter. Dita vareta, estava en possessió de l'Albus Dumbledore, que l'havia aconseguit del mag Gellert Grindewald en un enfrontament que van tenir l'any 1945. Així que profanant la tomba de l'Albus Dumbledore, en Voldemort obté aquesta vareta. No obstant això, la vareta no va actuar com ell esperava, no va incrementar els seus poders ni li va donar les habilitats que ell desitjava, per tant decideix assassinar en Severus Snape (ja que en Voldemort considerava l'amo legítim de la vareta atès que l'Snape va assassinar Dumbledore) però el mestre de la vareta és en Draco Malfoy, al que en Harry desarmà en una ocasió (quan va ser acorralat en la mansió dels Malfoy), per tant li pertany a aquest últim.
Al final de la saga en la batalla que té lloc entre en Harry i en Voldemort, en Voldemort tracta de destruir a en Harry amb la Vareta d'Àlber, la que reconeix a en Harry com a legítim amo i retorna la maledicció assassina cap a en Voldemort, causant la seva mort (en aquest moment els seus horricreus ja havien estat eliminats: el diari d'en Tod Rodlel per en Harry (que amb un ullal del Basilisc travessa les seves pàgines i la coberta), l'anell dels Gaunt per en Dumbledore, el medalló de Slytherin per en Ron, la copa de Hufflepuff per l'Hermione, la diadema de Ravenclaw per en Crabbe, la Nagini per en Neville i el mateix Harry, que sobreviu de nou a la maledicció assassina d'en Voldemort perquè ell va utilitzar la sang d'en Harry per a tornar a tenir un cos.

## Anagrama
El veritable nom d'en Lord Voldemort és, en anglès, "Tom Marvolo Riddle", però pel seu odi cap als muggles i al seu pare va fer que se'l canviés. Reordenà les lletres del mateix nom i d'aquesta manera forma la frase "I am Lord Voldemort", que significa "Jo sóc Lord Voldemort".
Segons J. K. Rowling, el nom Voldemort ve del francès, llengua en què la paraula "vol" té dues significacions: "vol" o "robatori". Es pot tractar, doncs, d'evocar el fet de volar per sobre de la mort, o a les ales de la mort, o el fet de robar la mort, d'escapar-li.
Al traduir els llibres al català, per a mantenir l'anagrama se li va canviar el nom pel de "Tod Morvosc Rodlel", amb les lletres del qual es pot formar la frase "Sóc Lord Voldemort".

## Vareta màgica
| Fusta            | Teix                                |
| Nucli            | Ploma de Fènix.                     |
| Longitud         | 34 cm 1/4.                          |
| Fabricant        | Garrick Ollivander.                 |
| Fabricació       | 1938 aprox.                         |
| Any deventa      | 1938 aprx.                          |
| Lleialtat        | Tod Morvosc Rodlel. Lord Voldemort. |
| Característiques | Una vareta molt poderosa.           |

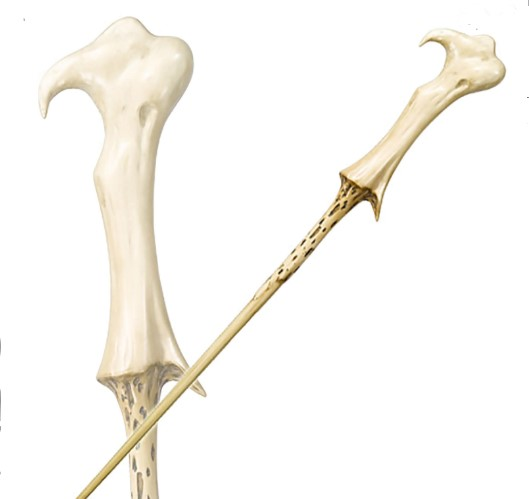

La vareta de Lord Voldemort mesurava 34 cm i quart de llarg i pertanyia a Tod Morvosc Rodlel.
Era la "germana" o "bessona" de la vareta d'Harry Potter ja que ambdues compartien plomes del mateix ocell. Aquesta vareta va ser l'arma amb el qual Lord Voldemort va assassinar incomptables persones, entre les quals s'inclouen James i Lily Potter, el Muggle Frank Bryce, la treballadora del Ministeri de Màgia Bertha Jorkins i Amelia Bones. També, sota les ordres de Voldemort, Peter Pettigrew va utilitzar aquesta mateixa vareta per a matar a Cedric Diggory en 1995.